# Havasupai (langue)
Cet article concerne la langue havasupai. Pour le peuple havasupai, voir Havasupai.
Le havasupai est une langue yumane de la branche des langues yumanes centrales parlée aux États-Unis, dans le Nord-Ouest de l'Arizona, dans le Grand Canyon, le long d'un affluent du Colorado, le Havasu.
La langue est encore parlée par la plupart des Havasupai.

## Écriture
| A a   | AA aa | B b | CH ch | D d   | E e | EE ee | F f | G g | H h   | I i |
| II ii | J j   | K k | L l   | M m   | N n | Ñ ñ   | N n | O o | OO oo | P p |
| Q q   | S s   | T t | Ŧ ŧ   | TH th | U u | UU uu | V v | W w | Y y   | ’   |